# Nationale 2
Das Championnat Fédéral National 2, kurz Nationale 2 genannt, ist der vierthöchste Rugby-Union-Vereinswettbewerb in Frankreich. Er wurde 2022 eingeführt und wird von der Fédération française de rugby (FFR) organisiert. Es sind 24 Mannschaften beteiligt, darunter eine aus der Schweiz.

## Format
Die Meisterschaft wird in zwei Gruppen zu je zwölf Vereinen ausgetragen, wobei es am Saisonende zwei Aufsteiger in die Nationale und vier Absteiger in die Fédérale 1 gibt. Die beiden Erstplatzierten jeder Gruppe, d. h. vier Mannschaften, sind direkt für das Viertelfinale qualifiziert, während die Vereine auf den Plätzen 3 bis 6 jeder Gruppe in Barrage-Spielen um die Viertelfinalteilnahme spielen. Die Viertel- und Halbfinalspiele werden in Hin- und Rückspielen ausgetragen, während das Endspiel auf neutralem Boden stattfindet.
Bei der ersten Austragung stiegen die beiden Finalisten in der folgenden Saison in die Nationale auf, falls sie die Kriterien des vom Verband vorgegebenen Pflichtenhefts erfüllten (betraf insbesondere finanzielle Aspekte). Erfüllte einer der Finalteilnehmer diese nicht, gab es nur einen Aufsteiger und somit nur einen Absteiger aus der Nationale. Seit der Saison 2023/24 steigt der Finalist nicht mehr automatisch auf, sondern muss eine Aufstiegsbarrage gegen den 13. der Nationale spielen. 
Die beiden letzten Vereine jeder Gruppe (auf den Plätzen 11 und 12) steigen in die Fédérale 1 ab. 

## Mannschaften
In der Saison 2025/26 spielen 24 Mannschaften in der Nationale 2, wobei sie in zwei Gruppen eingeteilt sind:

### Gruppe 1
| Mannschaft               | Stadion                   | Plätze | Stadt/Département                       |
| ------------------------ | ------------------------- | ------ | --------------------------------------- |
| Anglet ORC               | Stade Orok-Bat            |        | Anglet, Pyrénées-Atlantiques            |
| Union Drancy Saint-Denis | Stade Guy-Môquet          |        | Drancy, Seine-Saint-Denis               |
| SC Graulhet              | Stade Noël-Pélissou       | 5.000  | Graulhet, Tarn                          |
| Saint-Jean-de-Luz OR     | Stade du Pavillon bleu    |        | Saint-Jean-de-Luz, Pyrénées-Atlantiques |
| Stade Langonnais         | Stade Comberlin           | 2.500  | Langon, Gironde                         |
| US Marmande              | Stade Georges Dartiailh   |        | Marmande, Lot-et-Garonne                |
| SA Mauléon               | Stade Marius-Rodrigo      | 3.000  | Mauléon-Licharre, Pyrénées-Atlantiques  |
| Stade Nantais            | Stade Pascal-Laporte      | 3.500  | Nantes, Loire-Atlantique                |
| RC Orléans               | Stade Marcel-Garcin       | 1.740  | Orléans, Loiret                         |
| US Salles                | Stade Raymond-Brun        | 1.000  | Salles, Gironde                         |
| US Tyrosse               | Stade La Fougère          | 8.600  | Saint-Vincent-de-Tyrosse, Landes        |
| Avenir Valencien         | Stade Évelyne-Jean-Baylet |        | Valence-d’Agen, Tarn-et-Garonne         |

### Gruppe 2
| Mannschaft          | Stadion                | Plätze | Stadt/Département                |
| ------------------- | ---------------------- | ------ | -------------------------------- |
| RC Aubenas Vals     | Stade Georges Marquand | 03.000 | Aubenas, Ardèche                 |
| RC Auch             | Stade Jacques-Fouroux  | 07.300 | Auch, Gers                       |
| AS Fleurance        | Stade Marius-Lacoste   | 01.500 | Fleurance, Gers                  |
| CA Lannemezan       | Stade François-Sarrat  | 05.000 | Lannemezan, Tarn                 |
| AS Mâcon            | Stade Émile-Vanier     | 03.900 | Mâcon, Saône-et-Loire            |
| Stade Métropolitain | Stade Boiron-Granger   |        | Villeurbanne, Métropole de Lyon  |
| RC Nîmes            | Stade Nicolas-Kaufmann | 05.000 | Nîmes, Gard                      |
| RCS Rumilly         | Stade des Grangettes   | 04.500 | Rumilly, Haute-Savoie            |
| Servette RC         | Stade de Genève        | 30.084 | Genf, Schweiz                    |
| US Seynoise         | Stade Victor-Marquet   | 03.000 | La Seyne-sur-Mer, Var            |
| RC Tricastin        | Stade Georges-Perriod  |        | Saint-Paul-Trois-Châteaux, Drôme |
| CS Vienne           | Stade Jean-Etcheberry  | 08.000 | Vienne, Isère                    |

## Meister Nationale
- 2022/23: CA Périgueux
- 2023/24: Stade Langonnais
- 2024/25: Rennes EC

## Geschichte
Nach dem Vorbild der im Jahr 2020 geschaffenen Nationale einigen sich der Verband und die Ligue nationale de rugby auf die Schaffung dieser neuen Liga im Jahr 2022. In der ersten Saison nahmen die beiden Absteiger aus der Nationale 2021/22 und 22 Vereine aus der Fédérale 1 2021/22 teil, d. h. jene 14 Vereine, die sich für die Endrunde qualifiziert hatten und nicht im Finale standen, sowie jene 8 Vereine, die die Aufstiegs-Play-offs gewonnen hatten. Da einige Mannschaften den Aufstieg freiwillig ablehnten, wählte der Verband zwei weitere Vereine als Ersatz aus. 